# ティンカラー
ティンカラー (Tinkerer) は、スパイダーマンシリーズに登場するスーパーヴィランのひとり。天才的な発明家であり、スーパーヴィラン相手にさまざまな装置や乗り物、兵器を提供している。

## 原作漫画
本名は、フィニアス・メイソン (Phineas Mason)。発明家であり、普通の家にあるものを独創的で新しい装置に作り変える才能を持つが、老齢を理由に自らは工房に籠り、危険なことは他人に任せている。初登場は1963年発行のアメイジング・スパイダーマン第2号であり、度々、スパイダーマンの前に立ちはだかってきた。
スパイダーマンとの最初の戦闘は、ミステリオと共にラジオ修理のペテン行為を働いていた時だった。彼らは修理に出されたラジオに盗聴器を仕掛け、売りさばく事のできる個人情報を手に入れていた。その後、キングピンがスパイダー・モービルを奪い、カスタマイズ技師として雇われるが、スパイダーマンの妨害により失敗に終わる。当初スパイダーマンはティンカラーが異星人だと思っていたが、この一件によりティンカラーが地球人であることを知る。
その次にティンカラーが登場したのは、ブルックリンの細い路地裏にある小さな店にたどり着いた時だった。彼の店は「フィックス・イット」と呼ばれ、「音痴なラジオを持ってきた」という暗号を言わないと、ヴィランたちでさえ店の中に入れなかった。彼はこの店で、儲けから25％の分け前をくれる人々のために、何年も働き続け、たくさんの請負仕事をこなした。

## MCU版
マーベル・シネマティック・ユニバース（MCU）の『スパイダーマン:ホームカミング』では、マイケル・チャーナスが演じた。吹き替えは山本満太が担当した。

### キャラクター像
元々はエイドリアン・トゥームスが運営する残骸処理会社の一員の従業員で、“ニューヨーク決戦”の後始末にあたっていたが、トニー・スターク/アイアンマンがアメリカ政府と共に組織した“ダメージ・コントロール局”の介入により失業。だがトゥームスが政府に未提出だった“チタウリ”の兵器の残骸などを再利用して利益を得ることを思い付いたことで、自身もトゥームスと共にハイテク武器の密造・密売へ転業した。
その巧みな腕を振るい、回収されたチタウリやウルトロンの残骸を再利用して、さまざまなハイテク武器の開発を担当し、バルチャーとして外部で残骸回収にあたるトゥームスに、端末と無線で現地情報のナビゲーションなども行う。
トゥームスに忠実だが、彼の携帯電話に入った留守電を無断で覗き見して怒らせてしまうドジな一面もある。

### 描写
『スパイダーマン:ホームカミング』
ニューヨーク決戦から現代まで、ハイテク武器の開発で一味に貢献し続け、自ら赴いたダメージ・コントロール局のトラックからの物資奪取の際にはハーマン・シュルツ/ショッカーに“ショッカー・ガントレット”の使用法を教えると同時に現地情報のナビゲートも行った。
しかし、自身らの存在を認知したピーター・パーカー/スパイダーマンによってトゥームスが物資奪取に失敗し、フェリーでのマック・ガーガンらとの取引も妨害を受けたことによってFBIやトニーにまでその存在を認知されて一味の商売が困難となり、トゥームスの“最後の仕事”のために、“アベンジャーズ・タワー”から輸送される荷物の奪取に必要な“真空密封シール”を作成した。
またしても止めに来たピーターを一蹴して空飛ぶ“ステルス輸送機”に接近したトゥームスに何処からかナビゲートするも、彼は追って来たピーターに敗れて逮捕された。だが、トゥームスの刑務所収監後もバルチャーの一味の中では唯一その去就が描写されず、彼の行方は2025年現在不明。

## アニメ
- 『スペクタキュラー・スパイダーマン』ではトム・アドコックスが声を担当した。
- 『マーベル スパイダーマン』ではアーロン・エイブラムスが声を担当した。

## ゲーム
- Marvel's Spider-Man:Miles Morales（PS4・PS5） - メインヴィラン。主人公であるマイルズ・モラレスの幼馴染、フィン・メイソン(Phin Mason)という名の女性として登場。ジャスミン・サボイ・ブラウンが声を担当。吹き替えは平野綾が担当。